# Storia della sifilide

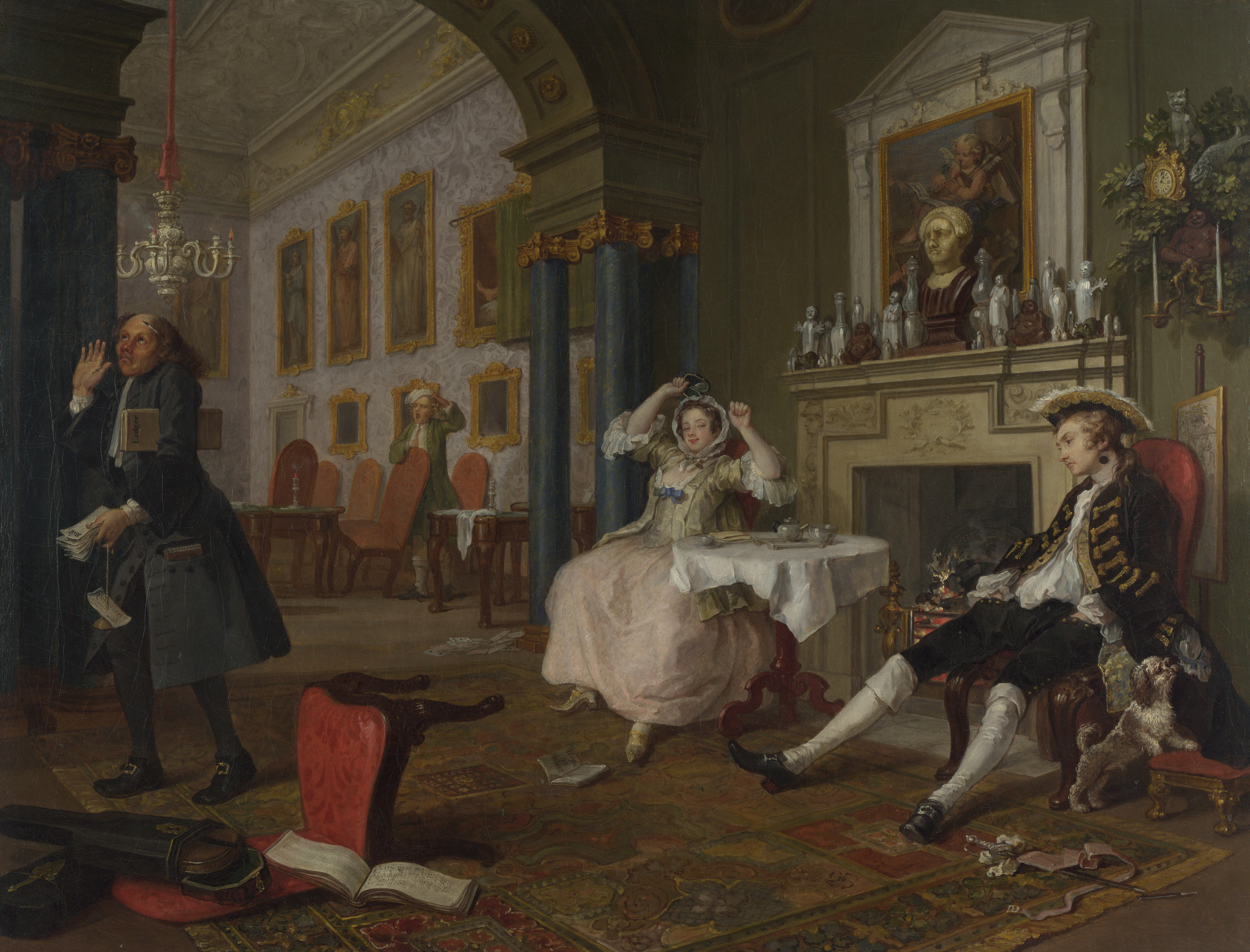
"Marriage à-la-mode: 2. The Tête à Tête", William Hogarth, 1743. Nel quadro è possibile vedere una lesione sul collo del marito. La natura di quest'ultima, precedentemente considerata da molti un possibile nevo melanocitico congenito, dovrebbe essere riconducibile alla sifilide.

Con il termine sifilide, lue o male francese viene comunemente indicata una delle malattie sessualmente trasmissibili con impatto sociale di maggiore risonanza, sebbene nel corso della sua propagazione non siano stati registrati elevati picchi di mortalità o conseguenze eclatanti in ambito economico. Il sistema di quarantene, cordoni sanitari, disinfezioni, adottato contro la diffusione di altre malattie contagiose come peste e colera, era a dir poco inutile contro il batterio della sifilide che aveva come principale via di trasmissione il rapporto sessuale. Di conseguenza, le autorità sanitarie cominciarono a concentrare le proprie attenzioni su coloro che erano considerate le maggiori colpevoli del contagio, le prostitute, adottando sistemi di regolamentazione del meretricio. Sin dalla sua comparsa, la sifilide ha sempre coinvolto diritto, religione, costume, politica, ma anche etica e morale.
Nel corso dei secoli, la sifilide è stata spesso associata ad atteggiamenti permissivi nei confronti delle condotte sessuali, suscitando sentimenti di colpa peccato e vergogna. Eppure, nei decenni che seguirono la comparsa del cosiddetto male francese, non emerge alcuna reticenza da parte dei malati ad ammettere di esserne infetti. La spontaneità con la quale personalità influenti della società come principi, prelati, condottieri, artisti e letterati ammettevano la malattia testimonia quanto la sifilide fosse accettata e radicata in tutti gli strati sociali.
Temuta più per le sofferenze e le deturpazioni fisiche ad essa connesse che per l’impatto sociale, la sifilide era caratterizzata da un polimorfismo tale da garantirle l’appellativo di grande imitatrice del medico canadese William Osler.

## Origini
La sifilide è la malattia su cui sono circolate più leggende, in particolare riguardo alle sue origini. Si ritiene che la sifilide abbia fatto la sua prima comparsa con la scoperta dell'America, quando Cristoforo Colombo calpestò per la prima volta il suolo del Nuovo Mondo, approdando sull’isola di Hispaniola. Oltre agli scambi mercantili e all’importazione di nuove produzioni agricole, l’apporto più evidente fu quello delle malattie epidemiche. Le pratiche sessuali molto libere, lì diffuse, favorirono la diffusione del batterio fra i marinai di Colombo, completamente spogli di difese immunitarie nei suoi confronti.

### Sifilide e xenofobia: la paura dell'altro
Accanto alle origini geografiche della malattia, anche la ricerca del colpevole della sua trasmissione costituisce un argomento di controversie. Secondo il navigatore Amerigo Vespucci, il principale veicolo di trasmissione della malattia erano le donne del Nuovo mondo. Queste, oltremodo libidinose, stimolavano i propri mariti pungendo la pelle del loro scroto con un insetto capace di iniettare un veleno afrodisiaco che, secondo Vespucci, costituiva anche la causa stessa della malattia. Il primo indiziato era dunque l’indio che, con le sue abitudini di peccaminosa promiscuità e di libertà sessuale, aveva favorito la diffusione del morbo.

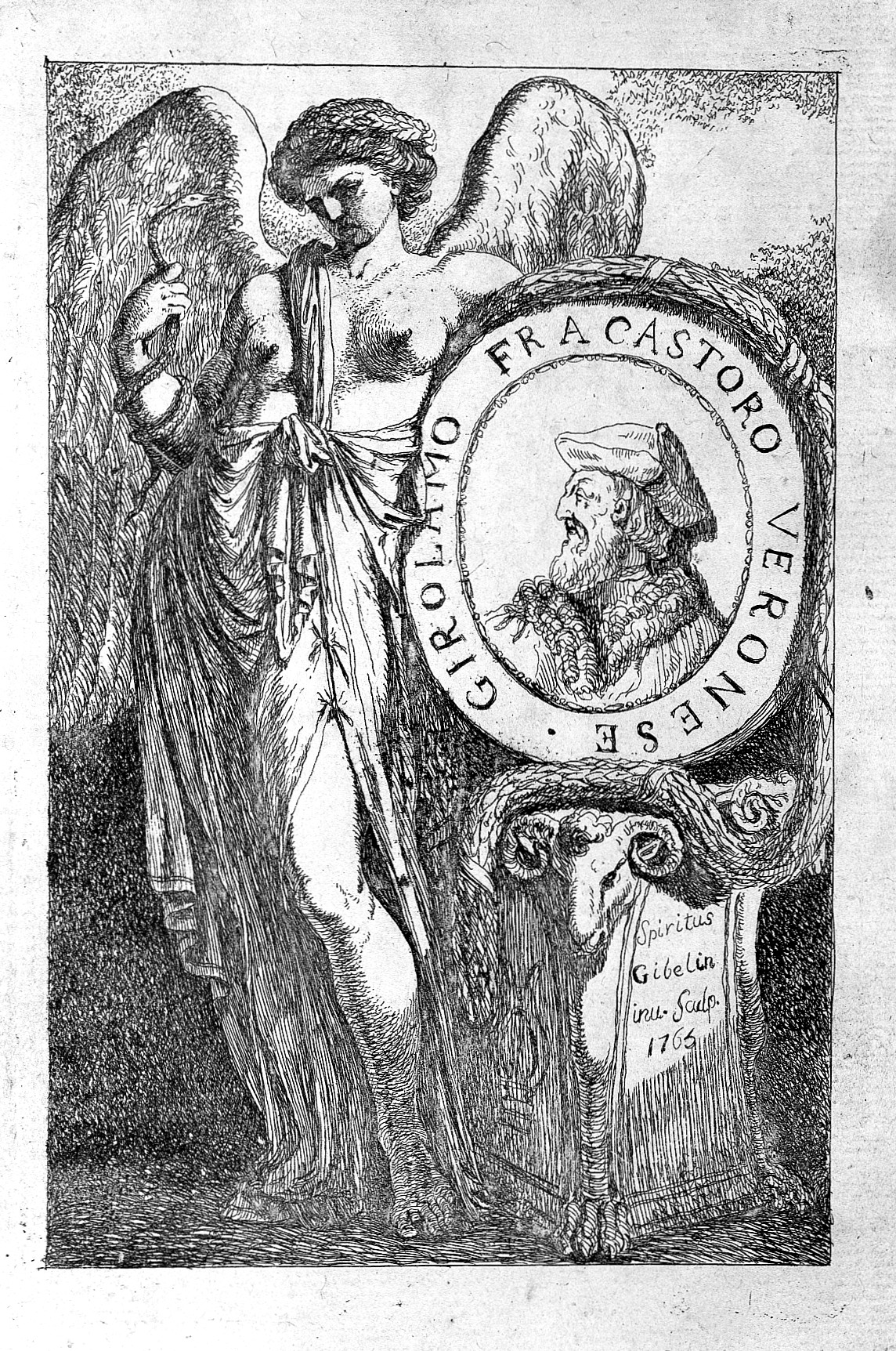
Frontespizio del celebre libro Della sifilide, ovvero del morbo gallico di Girolamo Fracastoro.

Secondo altre ricostruzioni, in particolare quella fornita da Sigismondo dei Conti da Foligno, il principale responsabile della trasmissione della sifilide fu l'ebreo. Egli sostenne che il nuovo male fosse stato portato dai marrani cacciati dalla Spagna e raccolti da Ferrante d'Aragona a Napoli. In quel periodo, tra il 1493 e il 1494, alcune città italiane furono vittime di ondate di peste che, a fasi alterne, avevano un impatto più o meno violento. Nel frattempo, una gran folla di ebrei cacciati dalla Spagna, rifugiatasi nei pressi di Roma, veniva man mano decimata da malattie le cui principali cause risultarono le cattive condizioni igieniche e l’eccessivo affollamento. Non si trattava di peste, bensì di sifilide. Il diffuso pregiudizio circa la sfrenata smodatezza sessuale degli ebrei non fece altro che accrescere l’idea di colpevolezza dei marrani per la diffusione della malattia.

### Secondo Girolamo Fracastoro
Nel primo libro della sua raccolta poetica, risalente al 1530, denominata Syphilis sive Morbus Gallicus, Girolamo Fracastoro descrisse la sifilide come una malattia di origine sconosciuta contratta dai nativi spagnoli durante la spedizione di Colombo verso il Nuovo Mondo. L’autore sosteneva che la malattia comparisse spontaneamente solo in pochi soggetti, ma che la maggior parte degli infetti la contraesse durante il coito. Egli delineò, inoltre, i segni e i sintomi in maniera estremamente efficace. Un altro celeberrimo poema di Fracastoro, intitolato Il Pastore Sinistro, conteneva un'eccellente descrizione del morbo e l’idea che gli dei ricoprissero un ruolo importate nella creazione e diffusione non solo della sifilide, ma anche di tutte le restanti malattie, attraverso l'allineamento errato delle stelle. Fracastoro era un fautore degli effetti terapeutici del Guaiaco, ovvero del lignum vitae.

## La diffusione del morbo nel XV secolo

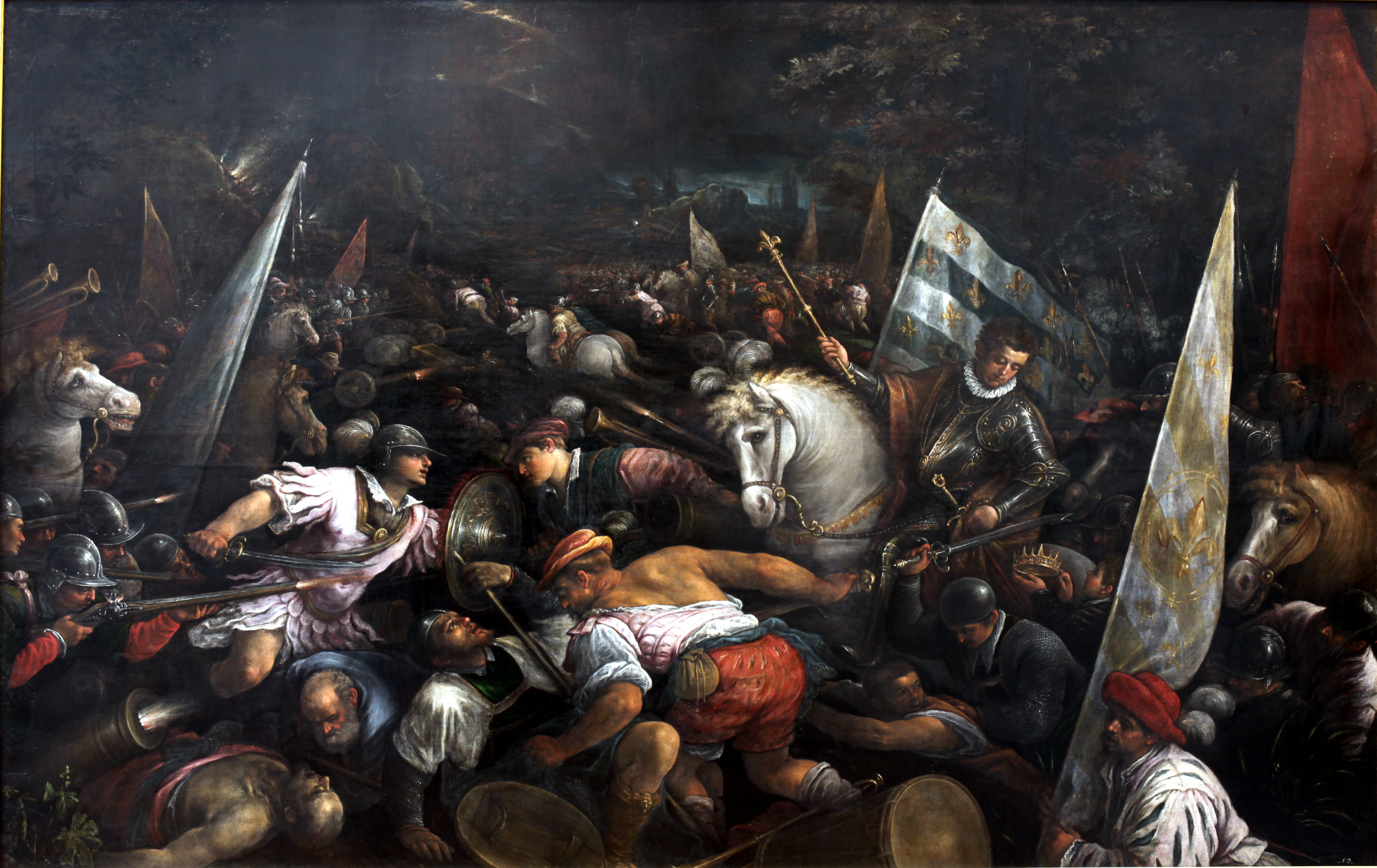
Francesco Bassano il Giovane, Carlo VIII riceve la corona di Napoli, circa 1585/1590, Museo delle belle arti di Lione.

La sifilide fu descritta per la prima volta nel XV secolo tra i soldati che presero parte alla Battaglia di Fornovo presso Fornovo di Taro, dove il 6 luglio 1495 le truppe rimanenti di Carlo VIII si scontrarono con le truppe spagnole e la lega degli Stati italiani. Da quel momento, la sifilide si diffuse con una velocità impressionante in tutta la penisola, anche se risulta difficile ricostruire una mappa dettagliata di diffusione della malattia, per via del lungo periodo di incubazione e delle manifestazioni cutanee facilmente confondibili con altri mali.
La diffusione del morbo in Europa, e in particolare in Italia, è da collocare attorno al 1494, anno della discesa di Carlo VIII in Italia e dell’inizio della cosiddetta “prima guerra italiana”. Il principale mezzo di diffusione della sifilide furono i soldati e i mercenari francesi, spagnoli, svizzeri e tedeschi. Il sovrano francese, pronto a rivendicare i propri diritti sul regno di Napoli, si diresse in Italia accompagnato da un ingente esercito cosmopolita e da un gran numero di donne, la maggior parte delle quali meretrici. Il 2 settembre 1494 Carlo VIII entrò a Susa, dalla quale pochi giorni dopo si allontanò per raggiungere Asti, dominio di Orleans, dove l'11 settembre giunsero a fargli visita Ludovico il Moro accompagnato dalla moglie Beatrice d'Este e dal suocero Ercole I d'Este. La duchessa Beatrice, al fine di ossequiare il sovrano francese, portò con sé un numeroso gruppo di cortigiane milanesi, una specifica categoria di donne dotate non soltanto di straordinaria bellezza, ma anche di intelligenza e, dunque, capaci di intrattenere relazioni con uomini di potere.

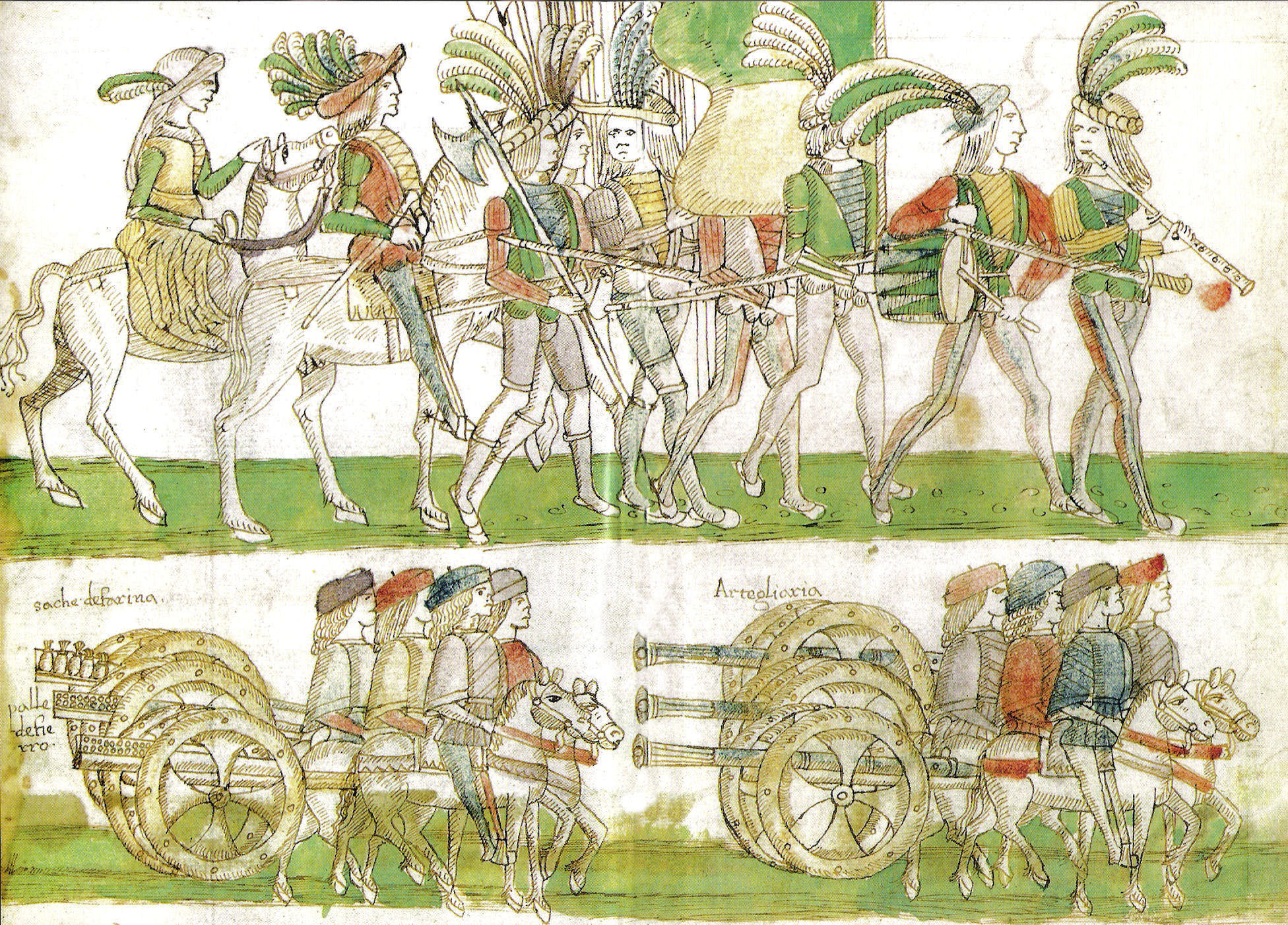
Ingresso dei militi francesi a Napoli, il 22 febbraio 1495. Cronaca figurata del Quattrocento di Melchiorre Ferraiolo

Carlo VIII ebbe rapporti con alcune di loro, ma il 13 settembre cadde improvvisamente ammalato. L'archiatra milanese Ambrogio da Rosate, venuto a curare il re, gli diagnosticò il vaiolo, ma si trattava forse piuttosto di una prima manifestazione della sifilide, di cui il re fu affetto in seguito e i cui sintomi potevano facilmente essere scambiati per vaiolo. Quella del sovrano si rivelò semplicemente una lieve indisposizione dalla quale guarì in poche settimane, dovuta, secondo i medici dell’epoca, ad una mutatione de l’aire (piogge abbondanti, inondazioni, forte umidità), principale veicolo di trasmissione delle malattie secondo la tradizione ippocratica. Una volta guarito e incurante della peste che già imperversava in Italia, Carlo VIII si diresse verso Roma, per poi giungere a Napoli e iniziare le operazioni contro il regno. Intanto fervevano le trattative tra alcuni Stati italiani e Massimiliano I d'Asburgo, al fine di cacciare Carlo VIII dal suolo italiano, aderì insieme al papa e al re di Spagna alla lega stretta a Venezia il 31 marzo del 1495. Il suolo italiano nel 1495 era, dunque, calpestato da eserciti di vari paesi, in particolare di origine spagnola, portatori dell’agente patogeno della sifilide, diffusosi dopo il ritorno di Colombo dalle Americhe. Durante i tre mesi di permanenza a Napoli, nonostante l’impegno nella continua lotta contro Ferrandino d'Aragona, non mancavano momenti di svago e di eccesso per Carlo VIII ed il suo seguito. Le principali vie di trasmissione del morbo furono i rapporti sessuali promiscui, la prostituzione, la sporcizia delle case, la scarsa igiene personale e collettiva. L’anno della massima diffusione e della prima generalizzata attestazione risulta il 1496, quando la sifilide era già largamente diffusa in città come Napoli, Firenze, Bologna, Pisa, Ferrara e mieteva un gran numero di vittime.

## Le innovazioni del XVI secolo

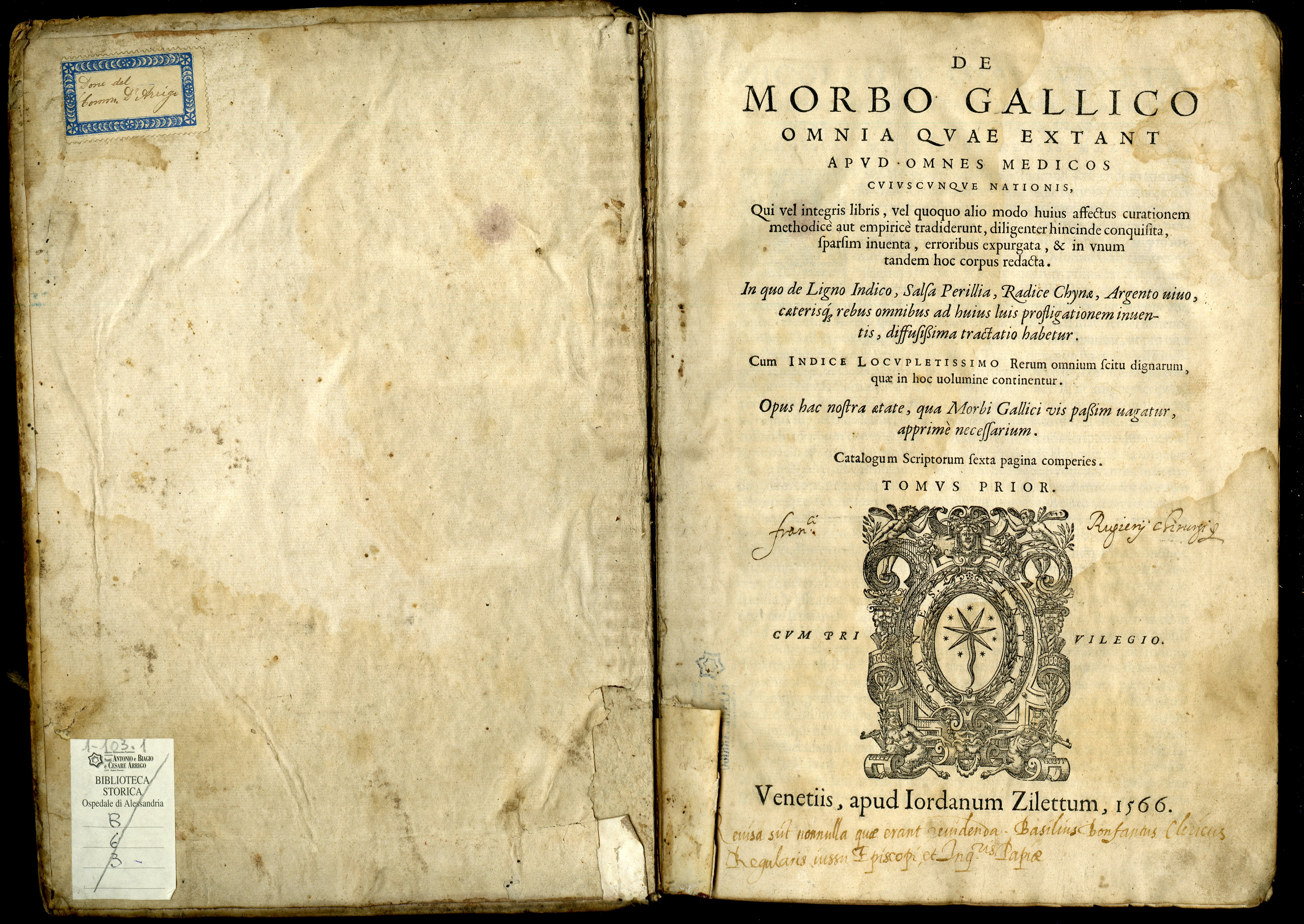
Frontespizio di opera sulla sifilide del 1566

A partire dall’epidemia di peste nera del 1347-1348, le città italiane avevano adottato svariati sistemi di controllo sanitario, quali quarantene, cordoni sanitari, lazzaretti, disinfestazioni. Questi metodi risultavano, però, poco efficaci contro la sifilide, per la quale circoscrivere focolai o isolare sospetti e malati appariva un metodo fallace. A nulla valsero le regole dell’agire sociale, ignorate dall’insopprimibile istinto sessuale che incrementava la catena di trasmissione della malattia. In Italia vennero adottati metodi diversi da quelli scelti da altri Stati europei, tra i quali un primo abbozzo di quella che nel Settecento avrebbe preso il nome di polizia medica. I ferrei provvedimenti riguardavano, ad esempio, la proibizione dello smercio di olii utilizzati prima per trarre sollievo dal morbo e poi rimessi in vendita, le restrizioni igieniche contro l'utilizzo di guanti o camicie usate da sifilitici e contro il contatto con soggetti malati. 

### Il bando delle meretrici
La principale misura di sicurezza adottata fu la chiusura dei postriboli e l’allontanamento temporaneo delle prostitute dalla città. Le prostitute ebbero l’obbligo di registrarsi, di pagare una tassa di professione e di rimanere confinate in luoghi a loro assegnati per evitare il contatto e, dunque, il contagio. A Venezia, ad esempio, le meretrici furono confinate sull’isola di Rialto. Inoltre, il regolamento imponeva alle prostitute, se infette, l’obbligo di dichiararsi tali e di sottoporsi a delle cure, pena il bando dalla città. A Faenza, ad esempio, venne introdotto nel 1497 l’obbligo per le meretrici di dichiarare la propria provenienza e di assicurare di non essere state vittime del contagio. Le meretrici dovevano, dunque, assicurarsi dello stato di salute dei propri clienti. Soltanto secoli dopo fu garantito a questa categoria di persone un controllo medico obbligatorio.

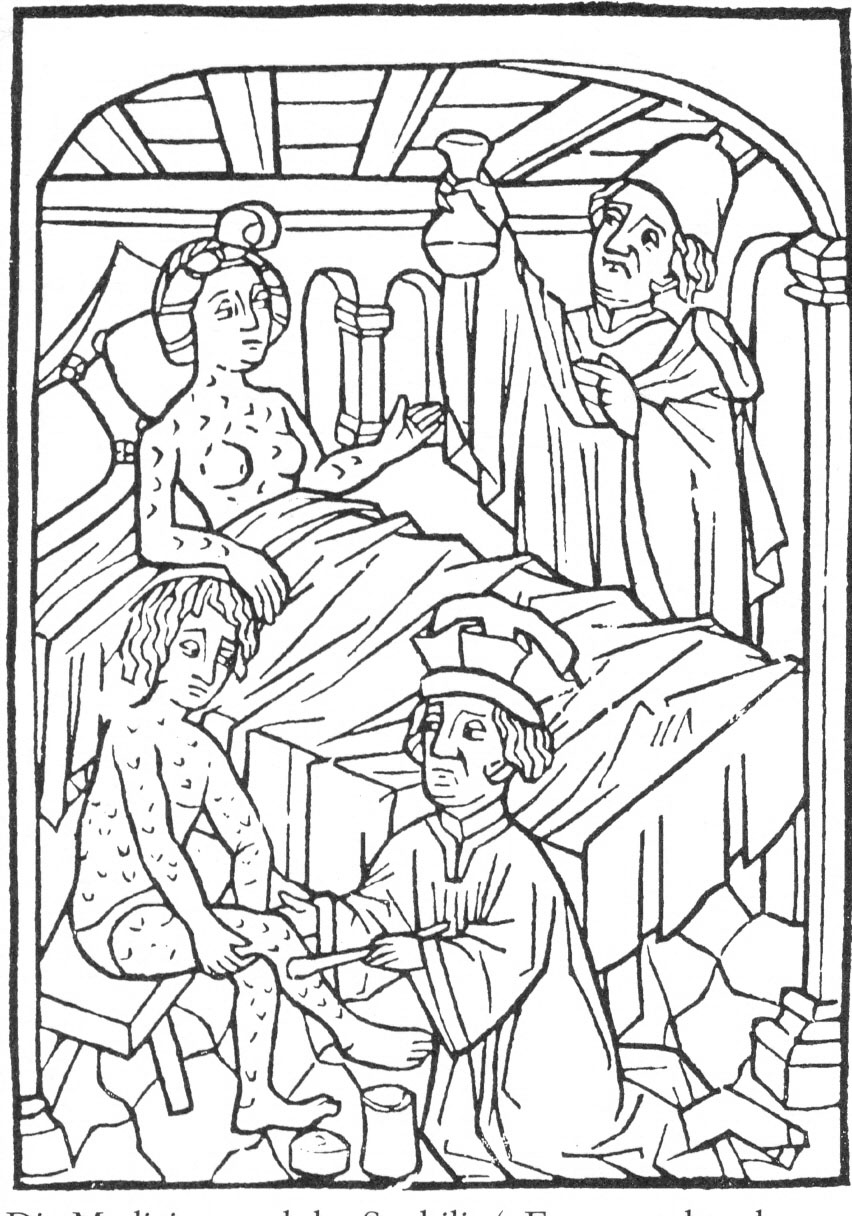
La prima illustrazione conosciuta del trattamento medico della sifilide, 1498.

Vani e scarsi furono i tentativi di arginare la malattia mediante controlli di luoghi a rischio. Questi ultimi erano principalmente le cosiddette stufe, luoghi affollati, crogiuolo di promiscuità tra uomini e donne e di corpi nudi, simili alle terme romane. 

### Gli ospedali degli Incurabili
La risposta assistenziale cinquecentesca nei confronti della sifilide fu lenta e inadeguata, soprattutto se messa a confronto con quella adottata nei confronti della peste. Solo alcuni governi si preoccuparono della cura degli sfoghi cutanei della sifilide mediante l’invio di personale specializzato. Chi, però, non aveva la possibilità di richiedere assistenza privata da parte di medici era non soltanto respinto da qualsiasi ospedale, onde evitare il contagio, ma era anche etichettato come incurabile. I sifilitici poveri cominciarono ad infestare le strade, esponendo tutta la popolazione al rischio del contagio. Al fine di salvaguardare la pubblica sicurezza, a Venezia venne istituito il primo Ospedale degli Incurabili che trovò sostegno presso i provveditori di Sanità. L’ospedale, collocato nei pressi della chiesa di Santa Maria del Rosario e dello Spirito Santo, disponeva di un medico, di uno speziale e di un ingente numero di rimedi. Esso accoglieva malati cronici, ai quali veniva garantito un rifugio e un sollievo dalle manifestazioni cutanee. Di lì a poco, già negli anni venti del Cinquecento, l’istituzione di ospedali per sifilitici si diffuse in tutta Italia: Genova, Milano, Savona, Verona (Ospedale della Misericordia), Vicenza (Compagnia segreta di San Girolamo), Napoli, (Ospedale di Santa Maria del Popolo, 1521), Brescia, Padova (Ospedale di San Francesco). Altri ospedali per malattie incurabili, già presenti in varie città come Genova, si specializzarono maggiormente nel trattamento della malattia, come l'Ospedale di San Giacomo degli Incurabili a Roma. Molti di questi centri, durante il XIX secolo, sarebbero diventati importanti centri di ricerca per malattie veneree come ad esempio l’ospedale di San Giobbe a Bologna.

## L'evoluzione della sifilide tra Cinquecento e Seicento
Stando alla ricostruzione di Jean Astruc, fino ai primi anni del Settecento, erano sei i periodi di maggiore incidenza del morbo, durante i quali la sifilide aveva subito le maggiori "mutationes": 1494-1516/1516-1526/1526-1540/1540-1550/1550-1562/1562-1675. Nel corso della prima fase erano coinvolte tutte le fasce età, soggette, in particolare, a lesioni alla bocca e a dolori alle ossa. Dalla terza fase fino all'ultima, cominciarono a presentarsi fra i sifilitici altri sintomi e manifestazioni patologiche come l'alopecia (1526-1540) e l'acufene (1550-1562), a discapito delle impressionanti e gravi conseguenze come lesioni pustolose e necrotiche che si erano susseguite nella prima fase e che, in questi periodi, sembravano scomparire man mano. La febbre, che solitamente si manifestava al secondo stadio della malattia, si presentava in forme sempre più lievi e il suo decorso era sempre più veloce; le eruzioni cutanee erano più leggere e decisamente meno pruriginose. Se opportunamente curati, i malati guarivano facilmente e i peli ricrescevano abbastanza rapidamente.
Questo improvviso e repentino cambiamento delle conseguenze del morbo aveva destato l'attenzione di non pochi biologi evoluzionisti che avevano ipotizzato che la nuova popolazione avesse semplicemente sviluppato un grado di immunizzazione tale da poter fronteggiare più facilmente la malattia. Eppure questa spiegazione non giustifica un cambiamento così evidente nell'arco di pochi decenni. Un'ipotesi alternativa potrebbe essere connessa alle conseguenze selettive di virulenza dell'agente patogeno, a favore di una forma meno grave.
A metà del Seicento, le manifestazioni sifilitiche erano comunque svariate, ma pur sempre lievi, come, ad esempio, le brossole alla pellarella (calvizie circoscritta alla sommità del capo), croste e piaghe.

## Grand Sièclee secolo dei Lumi

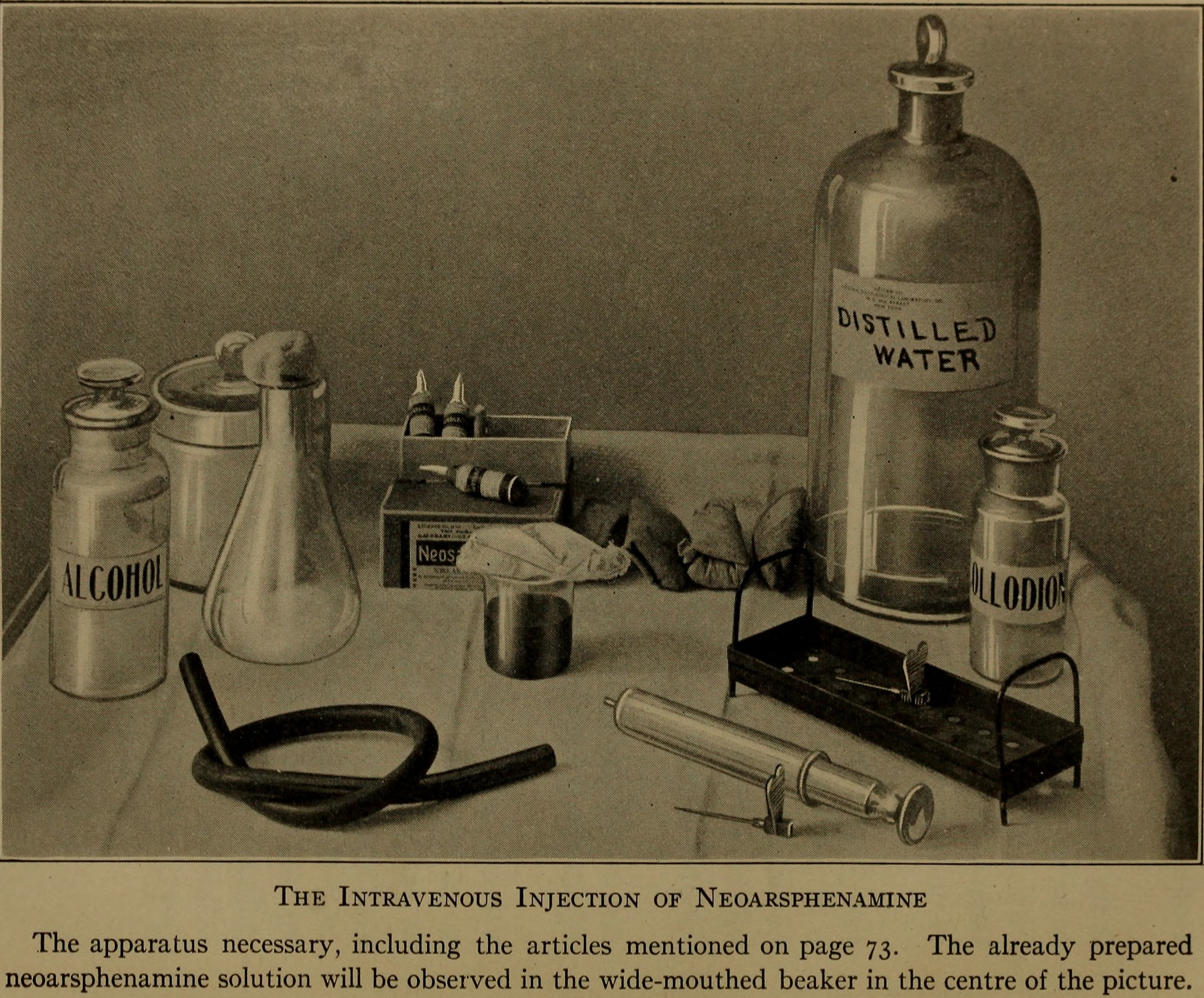
Rimedi farmacologici per il trattamento della sifilide in un'illustrazione del 1920.

I progressi prodotti in ambito medico erano estremamente limitati, in quanto su di essi gravavano ancora le teorie arabo-galeniche. Un passo in avanti venne compiuto dal celebre medico Carlo Musitano favorito dai contatti con gli esponenti della nuova medicina in Europa e dalla sua formazione sui testi di anatomia di Girolamo Fabrici d'Acquapendente. Musitano aveva attirato su di sé aspre critiche dovute all’abbandono della teoria umorale a favore di un metodo sperimentale di stampo galileiano. Attraverso l'osservazione e la valutazione quantitativa dei fenomeni improntata su studi iatromeccanici, il medico giunse a nuovi risultati circa la sifilide come "malattia costituzionale" individuandone nuovi rimedi e innovativi metodi di prevenzione.
Nel frattempo le scoperte scientifiche in altri settori aprirono nuove strade di approccio al morbo. Con la scoperta del microscopio, ad esempio, vennero create le condizioni propizie per lo sviluppo della ricerca anatomica, primo passo verso le acquisizioni settecentesche in campo clinico e anatomo-patologico sulla sifilide.
Un apporto decisivo in ambito diagnostico si deve a Giovanni Maria Lancisi che studiò la connessione fra aneurismi e sifilide, introducendo la definizione di aneurisma gallicum. Le osservazioni successive sulle lesioni pleuriche, polmonari ed ossee, constatate durante le autopsie, permisero di approfondire lo studio delle alterazioni viscerali prodotte dalla malattia.
In particolare, fu il medico napoletano Domenico Cirillo che intorno al 1780, con la sperimentazione farmacologica di vari composti mercuriali e lo studio di una pomata per uso esterno, adoperando il sublimato corrosivo, fece un grosso passo avanti in ambito terapeutico. Ciononostante, la terapeutica continuava ad oscillare fra avanzamenti e arretramenti vistosi come il fraintendimento che la gonorrea e la sifilide fossero la medesima malattia secondo John Hunter o la negazione della natura infettiva e contagiosa del morbo.

## La sifilide tra XVIII e XIX secolo
Tra la fine del Settecento e l'inizio dell'Ottocento fu l'igienista francese Alexandre Jean Baptiste Parent Duchatelet a correlare il controllo sanitario alla regolamentazione della prostituzione in Occidente. Membro del Consiglio sanitario della città di Parigi e aggregato alla facoltà medica, Parent Duchatelet si era a lungo interessato del problema della rete fognaria della capitale francese, esperienza che avrebbe fornito intorno alla prima metà dell’Ottocento l'impulso per le sue analisi circa la prostituzione come fenomeno riconducibile all'urbanizzazione e all'industrializzazione. Il suo ragionamento aveva come punto di partenza l'inevitabilità della prostituzione e si adoperò affinché lo stato provvedesse a regolarla, rendendosi conto che al loro mestiere era strettamente connesso il diffondersi di malattie veneree. Dunque, così come intenso era il controllo delle fogne al fine di arginare le loro esalazioni e la diffusione delle malattie, analogamente occorreva agire con le prostitute, cercando di limitare il contagio.
Sulla medesima linea di pensiero si collocò William Acton che nel suo libro, pubblicato nel 1858 illustrò la situazione della prostituzione nella Londra vittoriana, descrivendo le implicazioni medico-sociali legate alla mancata regolazione del fenomeno.
Gli scritti di queste eminenti personalità dell'epoca costituirono il trampolino di lancio per un’intensa opera di gestione della prostituzione finalizzata alla difesa sanitaria della popolazione, che aveva come capisaldi gli obblighi di alloggio nei bordelli ufficiali, la registrazione, la visita sanitaria obbligatoria e l'ospedalizzazione.

### Decreti e provvedimenti ministeriali
Il 30 novembre 1848, al Parlamento subalpino, fu presentato il primo progetto di legge, denominato Provvedimenti d'igiene pubblica contro la sifilide e la prostituzione, il cui principale obiettivo fu la difesa dell’esercito e l’assicurazione a quest’ultimo di cure appropriate e prioritarie.
Nel 1855, su richiesta del ministro dell'Interno Urbano Rattazzi, fu compilato il primo regolamento sulla prostituzione dal più famoso sifiliografo del tempo, Casimiro Spirino. Inizialmente pubblicato in forma d'Istruzione ministeriale il 20 luglio 1855, fu successivamente esteso da Cavour alle province annesse all'Italia settentrionale e centrale il 15 febbraio 1860 e alle province meridionali il 14 dicembre dello stesso anno. L’ampliamento del decreto fu la diretta conseguenza del brusco aumento di casi nel biennio 1859-1860.

## La svolta del XX secolo

Treponema pallidum osservato al microscopio

Gli anni delle Guerre mondiali rappresentarono per i paesi europei una minaccia per la rapida diffusione del morbo. Lo spostamento di grandi masse, lo stravolgimento dell’ordine famigliare e sociale, lo sgretolamento dei legami affettivi e le occasioni di incontri sessuali clandestini sembravano presagire l'incombere della malattia. Al fine di Iimitare la diffusione del morbo e individuarne il misterioso agente patogeno, numerosi furono gli esperimenti condotti da personalità tra i quali spiccò quella di Edwin Klebs.
Nonostante le ricerche, la scoperta dell’agente patogeno della sifilide, la Spirocheta Pallida, scaturì da congetture sbagliate. Il 2 febbraio 1905, infatti, lo zoologo Franz Eilhard Schulze segnalò all’Accademia Reale Prussiana delle Scienze che il suo aiutante, John Siegel, aveva scoperto l’agente eziologico della sifilide: un protozoo che egli denominò Cytorrhyctes luis. Per evitare che tale dichiarazione fosse solamente un'ulteriore scoperta errata, il direttore della struttura nella quale lavorava Siegel chiese al professore Edmund Lesser di eseguire ulteriori ricerche. A condurle furono proprio l’assistente di Lesser, Paul Erich Hoffmann, Fritz Schaudinn e Fred Neufeld, allievo di Koch. Grazie all’obiettivo apocromatico, Schaudinn ebbe modo di osservare vari microrganismi minutissimi, molto chiari, rappresentati da una spirale completa, dotati di movimento rotazionale attorno al loro asse longitudinale che egli denominò Spirocheta pallida. In seguito, il nome venne convertito in Spirocheta Refrigens e venne comunicato il 17 maggio 1905 alla riunione della Società medica di Berlino, dove lo scetticismo e l’incredulità portarono il presidente della commissione a chiudere l’assemblea nel clima di diffidenza generale.

Spentosi poi il fuoco della polemica, le conferme riguardo alla tesi di Schaudinn e Hoffmann non tardarono ad arrivare, grazie al lavoro di Ilya Metschnikow, di Emile Roux, di Guido Volpino ed Ernesto Bertarelli. Nell’ottobre 1905, Shaudinn stesso propose di attribuire all’agente patogeno il nome di Treponema pallidum. Di lì a poco, nel 1906,  venne annunciata la messa a punto della reazione di Wassermann, la quale permise la diagnosi sierologica dell’infezione anche in assenza di sintomi. Tale test venne quasi immediatamente adottato in tutto il mondo per identificare la sifilide ignorata o latente, eliminando, così, la necessità di un controllo genitale, che costituiva una delle maggiori cause del mancato ricorso alle cure.

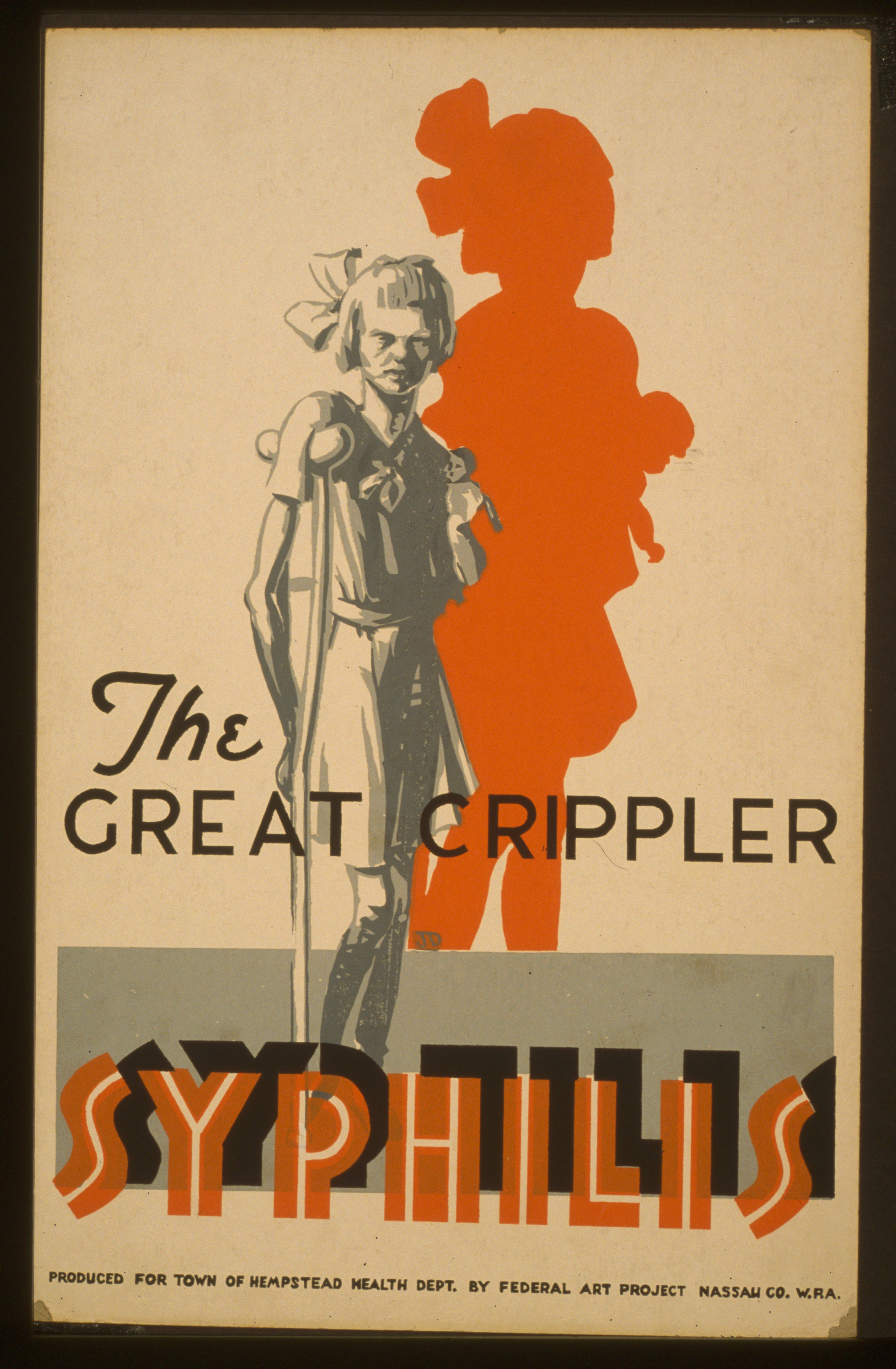
Manifesto pubblicitario del 1937 che descrive la sifilide come una grande minaccia sociale

### Il Salvarsan
Nei decenni che precedono la comparsa, nel 1910, del Salvarsan per la cura della sifilide, l'approccio terapeutico aveva ancora come caposaldo il mercurio. Con il passare del tempo assunsero grande importanza le iniezioni intramuscolari di calomelano, sublimato, altri sali di mercurio, ma soprattutto le endovenose introdotte a fine secolo dal celebre Guido Baccelli.
Nel 1909, Paul Ehrlich e uno dei suoi collaboratori, Sahachiro Hata, condussero numerose ricerche, scoprendo che il chemioterapico di colore giallo che avevano utilizzato su cavie animali svolgeva un'intensa attività germicida contro la Spirocheta. L'anno seguente, nel 1910, venne lanciato sul mercato il Salvarsan, prodotto e commercializzato dagli stabilimenti chimici Hoechst. Il trattamento era efficace, ma assai doloroso, costoso e presentava effetti tossici preoccupanti. Per superare questi inconvienti, nel 1912, venne creato il Neosalvarsan che, tuttavia, si scoprì non essere ancora la cura più efficace per la sifilide.

### L'avvento dell'Aids
Nonostante le conquiste in ambito terapeutico, la sifilide appariva nei primi anni del Novecento ancora un’entità di difficile gestione. L’azione della penicillina sul Treponema sembrava aver ridotto notevolmente gli effetti del morbo. Eppure i casi di sifilide seguivano nella prima metà del Novecento un andamento ciclico che si ripeteva ogni 5-10 anni nel quale si alternavano periodi di immunità e la comparsa di una nuova epidemia.
Tra gli anni cinquanta e sessanta del Novecento l’incidenza della lue venerea cominciò ad affievolirsi, cedendo il passo ad una nuova misteriosa malattia a cui solo più tardi venne attribuito il nome di Sindrome d’immunodeficienza acquisita (i cui principali veicoli di trasmissione erano: le trasfusioni di sangue, i rapporti sessuali e il passaggio da madre a figlio), destinata a essere una degna erede del male francese in fatto di difficoltà eziologica e terapeutica.

### Libri
- William Acton, Prostitution, considered in its Moral, Social, and Sanitary Aspects, in London and other Large Cities and Garrison Towns, with Proposals for the Control and Prevention of its Attendant Evils, Londra, 1858.
- Jean Astruc, De morbis venereis, Parigi, 1736.
- Peter Baldwin, Contagion and the State in Europe, Los Angeles, 1999.
- Antonio Musa Brasavola, In libros de ratione victus in morbis acutis Hippocratis et Galeni commentaria et annotationes, Basileae, 1546.
- Domenico Cirillo, Osservazioni pratiche intorno alla lue venerea, Napoli, 1783.
- Sigismondo dei Conti di Foligno, Le Storie de' suoi tempi dal 1475 al 1510 ora per la prima volta pubblicate nel testo latino con versione italiana a fronte, Libro XV, Roma, 1883.
- Petri Delphini, Epistolarum volumen, Venezia, 1524.
- Anna Foa, L'insorgere della sifilide (1494-1530), Quaderni storici, nº55, 1894.
- Charles Clayton Dennie, A History of Syphilis, Springfield, Charles C Thomas, 1962.
- Christianus Gothfridus Grüner, Aphrodisiacus sive de lue venerea, Jena, 1789.
- Giuseppe Galasso, Storia d'Europa 2. L'età moderna, Roma-Bari, Laterza, 2000.
- Giacinto Gimma, Elogi Accademici della società degli spensierati di Rossano, Napoli, 1703.
- Francesco Guicciardini, Storia d'Italia, Einaudi, 1971.
- John Hunter, A treatise on the venereal disease, Londra, 1786.
- Giovanni Maria Lancisi, De motu cordis et aneurismatibus, 1728.
- Jacopo Onnis, Il Regolamento Cavour (15 febbraio 1860): nascita della prostituzione di stato, in Studi in memoria di Giuliana d'Amelio, Milano, 1978.
- William Osler, The Principles and Practice of Medicine, New York, 1892.
- Alexandre Parent du Duchâtelet, De la prostitution dans la ville de Paris, considérée sous le rapport de l'hygiène publique, de la morale et de l'administration: ouvrage appuyé de documens statistiques puisés dans les archives de la Préfecture de police. Suive d'un précis hygiénique, statistique et administratif sur la prostitution dans les principales villes d'Europe., J.-B. Baillière, 1836.
- John Siegel, Untersuchungen über die Ätiologie der Syphilis, Berlino, 1905.
- Eugenia Tognotti, L'altra faccia di Venere. La sifilide dalla prima età moderna all'avvento dell'Aids (XV-XX sec.). Presentazione di Giorgio Cosmacini, Milano, Franco Angeli, 2006, ISBN 88-464-8000-7.
- Georges Vigarello, Lo sporco e il pulito: l'igiene del corpo dal Medioevo a oggi, Venezia, 1987.

### Articoli
- Vincenzo Bevacqua, L'ospedale del Brolo (PDF), in La Ca' Granda, 10 febbraio 2004. URL consultato il 15 maggio 2009 (archiviato dall'url originale il 18 gennaio 2017).
- Maurizio Cambi, Giacinto Gimma e la medicina del suo tempo. Storia di una polemica nella Napoli di Giambattista Vico., in Bollettino del Centro Studi Vichiani, 1990.
- Rob J Knell, Syphilis in Renaissance Europe: rapid evolution of an introduced sexually transmitted disease?, su Proceedings Biological Sciences, 7 maggio 2004.
- Werner Köhler, Zentralblatt für Bakteriologie - 100 years ago: Protozoa as causative agents of smallpox, or: Cytoryctes and no end, in International Journal of Medical Microbiology, nº 291.
- John A. Kolmer, Experimental studies on the administration of Salvarsan by mouth to animals and man, in The Journal of Experimental Medicine, vol. 15.
- Albert Neisser, Eine serodiagnostische Reaktion bei Syphilis, in Deutsche medizinische Wochenschrift, nº 32, 1906.

### Sitografia
- Antonio Semprini, Storia della sifilide., su pediatria.it.